# Aleksandra Jarecka
Aleksandra Monika Jarecka (* 11. Oktober 1995 in Krakau als Aleksandra Zamachowska) ist eine polnische Degenfechterin.

## Erfolge
Aleksandra Jarecka begann im Alter von neun Jahren mit dem Fechten. Ihre ersten größeren Erfolge erzielte sie bei der Sommer-Universiade 2017 in Taipeh. Sie gewann die Goldmedaille im Einzel sowie Bronze mit der Mannschaft. Die Europameisterschaften 2018 in Novi Sad beendete sie mit der Mannschaft auf dem zweiten Platz und gewann ein Jahr darauf in Düsseldorf mit dieser den Titel. Bei den 2021 ausgetragenen Olympischen Spielen 2020 in Tokio startete Jarecka in zwei Disziplinen. Im Einzel schied sie nach einem 15:11-Auftaktsieg gegen die Russin Wioletta Kolobowa im anschließenden Achtelfinale mit 13:15 gegen Rossella Fiamingo aus Italien aus. Mit Ewa Trzebińska, Magdalena Piekarska und Renata Knapik-Miazga unterlag sie im Mannschaftswettbewerb zum Auftakt Estland mit 26:29 und schloss den Wettbewerb schließlich auf Rang sechs ab. 2024 verpasste sie mit der Mannschaft bei den Europameisterschaften in Basel als Vierte knapp einen weiteren Medaillengewinn.
Bei den Olympischen Spielen 2024 in Paris wurde Jarecka nicht für das Einzel nominiert und startete lediglich im Mannschaftswettbewerb. In diesem setzte sie sich gemeinsam mit Renata Knapik-Miazga, Martyna Swatowska-Wenglarczyk und Alicja Klasik zunächst in der ersten Runde gegen die Vereinigten Staaten mit 31:29 durch, ehe sie im Halbfinale Frankreich mit 39:45 unterlagen. Im abschließenden Gefecht um den dritten Platz bezwangen die Polinnen China mit 32:31 und gewannen damit die Bronzemedaille.
Für ihren olympischen Medaillengewinn erhielt Jarecka am 4. September 2024 das Goldene Verdienstkreuz der Republik Polen. Sie schloss ein Studium der Rechtswissenschaften an der Krakauer Andrzej-Frycz-Modrzewski-Akademie ab.